# Миљковићи (Велика Кладуша)
Миљковићи су насељено мјесто у Босни и Херцеговини у општини Велика Кладуша које административно припада Федерацији Босне и Херцеговине. Према попису становништва из 1991. у насељу је живјело 2.622 становника.

## Становништво
| Националност       | 1991.          | 1981.          | 1971.        |
| Муслимани          | 2.424 (92,44%) | 1.752 (92,50%) | 954 (98,45%) |
| Срби               | 50 (1,90%)     | 34 (1,79%)     | 5 (0,51%)    |
| Хрвати             | 22 (0,83%)     | 20 (1,05%)     | 8 (0,82%)    |
| Југословени        | 88 (3,35%)     | 73 (3,85%)     | 0            |
| остали и непознато | 38 (1,44%)     | 15 (0,79%)     | 2 (0,20%)    |
| Укупно             | 2.622          | 1.894          | 969          |